# Mörttjärnen (Karlanda socken, Värmland, 660693-129498)
Mörttjärnen är en sjö i Årjängs kommun i Värmland och ingår i Göta älvs huvudavrinningsområde. Sjön är 9,7 meter djup, har en yta på 0,025 kvadratkilometer och befinner sig 204 meter över havet.